# 河上逸
河上 逸（かわかみ いつ、1832年（天保3年4月） - 1901年（明治34年）8月29日）は、日本の政治家、衆議院議員（1期）。

## 経歴
周防国玖珂郡岩国(のち山口県玖珂郡岩国町、現・岩国市)生まれ。二宮錦水と勝海舟の塾で学ぶ。岩国藩日新隊第二隊長となり、鳥羽・伏見の戦いに従軍する。
1894年3月の第3回衆議院議員総選挙において山口5区から無所属で立候補して当選した。同年9月の第4回衆議院議員総選挙は不出馬。衆議院議員を1期務め、1901年に死去した。